# Chiesa di Sant'Antonio di Padova (Zogno)
La chiesa di Sant'Antonio di Padova è il principale luogo di culto cattolico di Ambria, frazione di Zogno, in provincia e diocesi di Bergamo; fa parte del vicariato di Brembilla-Zogno.

## Storia
Un'antica chiesa dedicata a sant'Antonio di Padova era presente nel Seicento nella località di Ambria. La chiesa era sede vicariale autonoma nel 1882 per le chiese di Zogno, Spino, Bracca e Endenna che con decreto del 21 novembre 1882 formò la frazione di Ambria. Con decreto del vescovo Luigi Maria Marelli del 22 maggio 1920 la chiesa fu elevata a parrocchiale, con l'obbligo di versare un tributo in cera alle parrocchie di Zogno, Spino al Brembo, Bracca e Somendenna. La nuova chiesa fu edificata nel 1938.
Il nuovo edificio fu consacrato dal vescovo Adriano Bernareggi con l'intitolazione a sant'Antonio di Padova l'11 aprile 1948; lo stesso vescovo fece dono delle reliquie dei santi Antonio di Padova, Adriano e Alessandro di Bergamo che furono sigillate nella mensa dell'altare maggiore.
La parrocchia fu unita alla chiesa di Sant'Alessandro di Spino al Brembo nel 1986. La chiesa parrocchiale ha sussidiarie: quella dedicata alla Beata Vergine di Lourdes sita nella località Al Derò, che fu distrutta dalla piena del fiume Brembo nel 1987 e ricostruita dagli abitanti nel 1990,; la chiesa della Madonna Addolorata posta sulla viaria che collega con San Pellegrino Terme; quella intitolata a san Giuseppe presso Spino al Brembo e la chiesetta di Santa Veronica nella località Acquada
La fine del Novecento la chiesa fu oggetto di lavori di mantenimento e ammodernamento. Con decreto del 27 maggio 1979 del vescovo di Bergamo Giulio Oggioni la chiesa fu inserita nel vicariato locale di Brembilla-Zogno. 
Nel 1985 fu costruito su progetto di Gianfranco Mazzoleni il nuovo altare verso il popolo previsto dall'adeguamento liturgico, scolpito in marmo cipollino e verde delle Alpi. Con decreto del 20 novembre 1986 la parrocchiale acquisì l'intero patrimonio della chiesa di Spino al Brembo dedicata a sant'Alessandro.

## Descrizione

### Esterno
L'edificio si presenta dal classico orientamento liturgico con la facciata rivolta a ovest. Il grande sagrato con pavimentazione in bolognini di porfido lo precede. La facciata è in pietra a vista con la parte centrale avanzata e di minore altezza. Il portale in pietra è rialzato rispetto al sagrato. Il frontone si sviluppa su tre ordini architettonici con tre finestre a ogni ordine, a tutto sesto, complete di vetri colorati posti su telai ferrei.
La facciata termina con una serie di croci in pietra poste sotto la gronda in calcestruzzo.

### Interno
L'interno a unica navata ha la volta a botte. Le pareti laterali presentano una nicchia a tutto sesto per lato. Nella prima a sinistra vi è il fonte battesimale, a cui corrisponde a destra la zona penitenziale con il confessionale ligneo. La parete conserva la tela Deposizione di Gesù Cristo. Le pareti laterali della lavata hanno otto sfondati per lato, dove vi sono le stazioni della via Crucis e le statue dei santi Giuseppe, Luigi, Antonio e Rita da Cascia. Nelle ultime due vi sono gli altari intitolati a sant'Antonio di Padova, a cui la chiesa è dedicata, e di fronte quello dedicato alla Madonna. La navata ha otto finestre laterali.
L'arco trionfale precede la zona del presbiterio di misura inferiore rispetto alla navata e preceduto da cinque gradini. Il presbiterio ha volta a botte e termina con il coro absidato. La zona è illuminata da quattro finestre poste nell'abside.